# Isoperla altaica
Isoperla altaica és una espècie d'insecte plecòpter pertanyent a la família dels perlòdids.

## Descripció
- Les ales anteriors dels mascles adults fan 8,2-8,8 mm de llargària i les de les femelles 10,5.
- La femella adulta presenta la placa subgenital curta.
- L'ou és ovalat i rabassut.[6]

## Hàbitat
En el seu estadi immadur és aquàtic i viu a l'aigua dolça, mentre que com a adult és terrestre i volador.

## Distribució geogràfica
Es troba a Àsia: Mongòlia i Rússia (entre d'altres, l'Extrem Orient Rus, Sibèria, el massís de l'Altai, Iturup -les illes Kurils- i Sakhalín), incloent-hi la conca del riu Selengà.